# Biagio Tomasi
Biagio Tomasi (auch Biasio oder Blasio Tomasi, * um 1585 in Comacchio; † 1640 in Massa Fiscaglia) war ein italienischer Organist und Komponist der späten Renaissance und des frühen Barock.

## Leben und Werk
Biagio Tomasi studierte bei Girolamo Belli in Argenta. Er studierte auch Theologie. 1609 wurde er Organist und Student des Seminars in Comacchio und danach Kanonikus und Maestro die cappella an der Chiesa della Collegiata di Massa Fiscaglia. Er erhielt hier 1634 die Titel Arciprete und Vicario.

## Werke von Biagio Tomasi
- Tomasi, Biagio. In: Carl Dahlhaus (Hrsg.): Riemann Musiklexikon. 12., völlig neubearbeitete Auflage. Personenteil: L–Z, Ergänzungsband. Schott, Mainz 1975, S. 790.